# Carl Philipp von Wrede
Carl Philipp von Wrede, ovvero Carl Philipp Joseph von Wrede (Heidelberg, 29 aprile 1767 – Ellingen, 12 dicembre 1838), è stato un generale tedesco.
Era figlio di Ferdinando Giuseppe Wrede e della di lui consorte Caterina Freiin von Jünger. Il padre era consigliere del governo del Palatinato e alto funzionario dell'amministrazione palatina della città di Heidelberg. La sua famiglia nel 1790 fu elevata alla dignità nobiliare della Baviera con il rango di barone.

## Biografia
Dopo aver concluso i suoi studi universitari nel 1787 entrò nel consiglio giuridico di corte e divenne assessore nell'ufficio centrale della municipalità di Heidelberg.
Nell'estate del 1792 riuscì ad ottenere la nomina a commissario territoriale palatino nel corpo militare del Feldzeugmeister principe Hohenlohe, che stava raggruppando le sue truppe nei dintorni di Schwetzingen. Dopo la nomina a Commissario Capo, la esercitò nell'armata austriaca del Reno comandata dal feldmaresciallo Dagobert Sigmund von Wurmser e seguì fino al 1798 le campagne contro la Francia.
Il 18 giugno 1794 Wrede fu nominato colonnello titolare grazie al suo comportamento in guerra e il 1º marzo 1798 venne nominato Capo commissario di guerra nel Palatinato renano.
Il 28 febbraio dello stesso anno il Principe Elettore Carlo Teodoro di Baviera lo nominò Colonnello forestale del Palatinato. Il 19 agosto 1799 entrò a far parte, come colonnello effettivo, dello Stato Maggiore e ricevette nel contempo il compito di sciogliere un Corpo di volontari trasformandolo in un corpo di pronto intervento. A questo scopo egli impostò un unico battaglione, in parte mediante richiamo pubblicitario, con il quale egli si distinse per valore personale e capacità tattica nelle battaglie del 1799 contro la Francia rivoluzionaria presso Obrigheim e Langenzell (4 novembre), Bad Wimpfen (20 novembre) e Lobenfeld (3 dicembre).
Per questo suo comportamento l'11 dicembre 1799 la Distinzione d'Onore militare del Palatinato e Baviera.
Con decreto del 30 marzo 1800 Wrede fu nominato Brigadiere-generale della brigata palatino-renana di truppe ausiliarie, che operava nella divisione del luogotenente generale Cristiano di Zweibrücken. Nella battaglia di Meßkirch del 5 maggio e quella di Memmingen del 10 maggio 1800 si affermò in modo particolare come maggior generale, essendo solo trentaquattrenne.
Nella battaglia di Hohenlinden del 3 dicembre 1800 Wrede cercò, con le sue ultime riserve, di cambiare ancora la situazione ma dovette riconoscere, che sul campo di battaglia non vi era più nulla da vincere. Così egli raggruppò ciò che era rimasto delle sue truppe e di quelle austriache e riuscì a raggiungere con fatica, attraversando le linee nemiche, il paese di Dorfen. Dopo la conclusione della pace a Luneville egli divenne membro della Commissione per la ricostruzione dell'armata bavarese sotto la presidenza del duca Guglielmo in Baviera.
Nel marzo del 1801 Wrede comparve a Vienna in missione diplomatica, ma nel 1802 riprese il comando della sua brigata palatina ed occupò il Vescovato di Würzburg, caduto in mani bavaresi. Qui egli rimase fino al marzo del 1803 e ad Ulm assunse il comando della brigata sveva. Il 28 settembre 1804 divenne Luogotenente generale. Con lo scoppio della guerra contro l'Austria del 1805, fu vicecomandante del corpo d'armata bavarese consistente in sei brigate, al comando del luogotenente generale Bernhard Erasmus von Deroy.
L'11 ottobre 1805 sorprese gli avamposti del generale austriaco Michael von Kienmayer e catturò gran parte dei soldati come prigionieri. Il giorno dopo egli si spostò a Monaco di Baviera, abbandonata dalle truppe austriache, e venne entusiasticamente salutato dalla popolazione. Dopo un breve pausa egli inseguì gli austriaci con alcuni reparti di dragoni e di cavalleggeri, fino allo stremo di cavalli ed uomini, catturando al nemico centinaia di prigionieri, cavalli e approvvigionamenti.
Il 2 novembre 1805 Wrede subentrò nel comando dell'armata bavarese a Deroys, a causa di una ferita da quest'ultimo patita. Nonostante l'inferiorità numerica, Wrede mise alla prova la sua capacità militare nella battaglia di Iglau, combattuta dal 2 al 5 dicembre 1805 contro gli austriaci dell'arciduca Ferdinando d'Asburgo-Este, rimanendone tuttavia sconfitto. Dopo la Pace di Presburgo venne nominato comandante della Svevia, ed a causa dell'assenza del Deroy, anche delle truppe bavaresi stanziate in Tirolo. Con un decreto militare egli venne insignito il 1º marzo 1806 della Gran Croce dell'Ordine militare di Massimiliano Giuseppe (ted. Militär-Max-Joseph-Orden).
Alla campagna del 1806 Wrede non poté inizialmente partecipare a causa di una malattia che lo colpì, ma tra il 4 ed il 5 aprile del 1807 giunse a Pułtusk (oggi in Polonia), ove si trovava la sua 2a Divisione, comandata fino ad allora a partire dall'inizio di maggio, dal principe della corona Ludovico di Baviera. Si distinse anche nella sfortunata battaglia di Poplawi.
Dopo il rientro in patria, il 24 dicembre 1807 assunse il comando generale dell'esercito bavarese, con sede ad Augusta. Durante la campagna del 1809, occupò il 29 aprile la città di Salisburgo, catturando 500 nemici, tra i quali 13 ufficiali, e numerose scorte. Da Salisburgo operò al comando del generale francese Lefebvre nella sottomissione del Tirolo e il 19 maggio 1809 entrò in Innsbruck. Il 23 maggio del medesimo anno ricevette l'ordine di spostarsi su Vienna con la sua seconda divisione. Nella battaglia di Wagram del 6 luglio 1809 fu gravemente ferito da un colpo di cannone, da dover essere trasferito in un nosocomio.
Dopo la pace di Schönbrunn del 14 ottobre 1809 intraprese un'altra campagna in Tirolo ed il 1º novembre 1809 occupò per la seconda volta Innsbruck, espugnò Bergisel ed annientò l'insorgenza tirolese. Il 15 agosto ricevette da Napoleone Bonaparte il titolo ereditario di conte. Il 1º gennaio 1810 venne nominato generale di cavalleria.
Durante la campagna di Russia comandò la seconda divisione bavarese. Dopo la grave sconfitta a Polack, sulla Dvina occidentale (dal 16 al 22 agosto 1812), e dopo la morte di Deroys, assunse anche il comando della sua divisione.
Dal 18 al 20 ottobre vi fu un'altra sconfitta a Polack e nello sgombero della città condusse fino a circa 3.800 militari di corpi d'armata disciolti a Wilna (9 dicembre 1812).
Il contingente bavarese si era già sciolto, quando Wrede, con circa 300 fanti e 20 cavalleggeri impostò una retroguardia, che sul fiume Memel il 12 dicembre venne completamente annientata. Il 29 dicembre costituì a Plozk (Ucraina), con truppe bavaresi della riserva, un nuovo corpo d'armata con il quale tornò verso la Baviera. Qui allestì nel luglio del 1813 un corpo di 20.000 uomini ed il 13 agosto marciò con essi fino al fiume Inn, acquartierandosi poi a Braunau am Inn.
Con il trattato di Ried dell'8 ottobre 1813 il Regno di Baviera, anche su pressioni di Wrede, uscì dalla Confederazione renana e si schierò contro Napoleone. A Wrede fu assegnata un'armata austro-bavarese di 50.000 effettivi con la quale si diresse sulle rive del Meno.
Nella Battaglia di Hanau, combattuta fra il 28 ed il 31 ottobre 1813, fu sconfitto e dovette lasciare il campo a Napoleone; inoltre, sul finire dei combattimenti, Wrede venne colpito da una pallottola di fucile e seriamente ferito. Dimesso dall'ospedale tornò immediatamente al suo corpo d'armata che raggiunse il 13 dicembre ad Emmendingen, riprendendo l'azione contro i francesi.
Dopo essersi particolarmente distinto nelle battaglie di Brienne (1º - 2 febbraio 1814), Bar-sur-Aube (27 febbraio), venne promosso feldmaresciallo in data 7 marzo 1814. Partecipò poi alla battaglia di Arcis-sur-Aube (20 - 21 marzo).
Quindi il 9 giugno di quell'anno gli venne concesso il titolo di principe e la signoria su Ellingen, con il meraviglioso castello barocco, già dell'Ordine Teutonico.
Dopo la guerra ebbe il compito di regolare le relazioni con i territori recentemente acquisiti dal regno di Baviera intorno a Würzburg ed Aschaffenburg.
Nel settembre del 1814 Wrede si recò al Congresso di Vienna per rappresentarvi gl'interessi della Baviera. Dopo il ritorno di Napoleone dall'Elba condusse nel 1815 come comandante in capo l'armata bavarese verso la Francia, fermandosi però sul Reno in attesa del rinforzo dell'armata russa. Solo il 23 giugno, dopo che era già avvenuto il fatto decisivo della battaglia di Waterloo, le truppe bavaresi proseguirono la marcia e cacciarono deboli forze francesi di stanza sul confine. Anche a Parigi le truppe bavaresi di Wrede giunsero con tre giorni di ritardo.
Il 28 novembre fu nominato ispettore generale dell'esercito e delle fortificazioni.
Wrede si dedicò dopo il 1815 alla politica come esponente di una monarchia conservatrice e costituzionale. Dopo la caduta del conte di Montgelas, collaborò come Ministro senza portafoglio alla Costituzione del 1818. Con l'apertura della Camera dello stesso anno, egli ne divenne presidente, mantenendo tale carica fino alla morte.

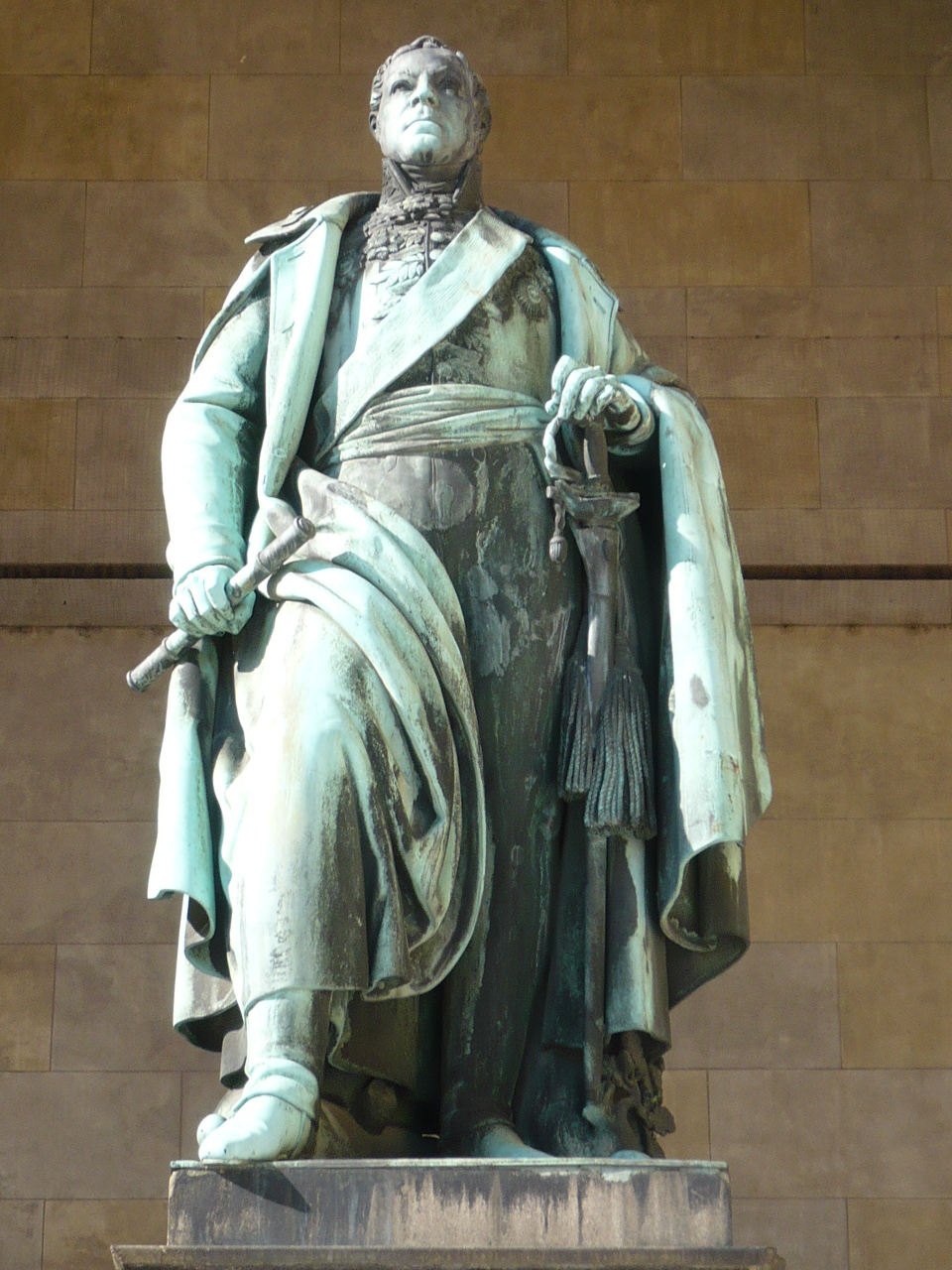
Statua in bronzo nella Feldherrnhalle a Monaco di Baviera.

Dopo l'Hambacher Fest Wrede comandò un corpo d'Armata forte di 8.000 effettivi per ristabilire ordine e tranquillità nel Palatinato. Il 26 settembre 1822 gli venne affidata la direzione delle questioni militari. Il 19 ottobre del medesimo anno venne nominato Gran Cancelliere dell'Ordine di Massimiliano-Giuseppe.
Egli condusse personalmente le grandi manovre del 1823 ad Ingolstadt e quelle del 1824 a Norimberga. Il 29 aprile del 1831 divenne titolare del Reale 9º Reggimento Bavarese di Fanteria, con la disposizione che questo avrebbe portato in futuro il suo nome. 
Tra i suoi discendenti ben due Principesse von Wrede divennero Arciduchesse d'Austria, una delle quali (Anna Gabriella)  sposò Rodolfo d'Asburgo-Lorena (1919-2010), uno dei figli dell'Imperatore Carlo I d'Austria.

## Diffamazione a mezzo stampa
Durante il periodo della reazione Ernst Moritz Arndt accusò di saccheggio Wrede, con il quale aveva già pubblicamente polemizzato durante il periodo delle guerre napoleoniche, nel suo libro Auf meinen Wanderungen und Wandelungen mit dem Reichsfreiherrn Heinrich Karl Friedrich von Stein. Secondo Arndt, durante l'alleanza franco-bavarese Wrede avrebbe «…non solo perdonato…» i suoi soldati, che Arndt accusa di «…brutalità, indisciplina e saccheggio …», ma anche egli stesso dato «…un pessimo esempio…» seguendo, durante la ritirata ad Oels in Slesia, il costume dei generali francesi nell'accaparrarsi tutta l'argenteria dei castelli. Questo avrebbe spinto il barone Heinrich Karl Friedrich von Stein, incontrando Wrede in un albergo a Francoforte sul Meno, ad affermare: «Non posso stare sotto lo stesso tetto con un dannato rapinatore come questo!». Nell'anno in cui uscì il libro, Arndt venne accusato di calunnia dell'esercito bavarese di fronte al tribunale di Zweibrücken, dove l'ottantanovenne scrittore non comparve e venne condannato in contumacia ad un periodo di detenzione in carcere ed al pagamento di una sanzione pecuniaria. Negli anni a seguire, a causa di questo cosiddetto processo per diffamazione a mezzo stampa, comparvero nella maggior parte delle pubblicazioni periodiche articoli che cercavano di scagionare chi Arndt e chi Wrede.

## Onorificenze
- Cavaliere di Gran Croce dell'Ordine militare di Massimiliano Giuseppe, 1º marzo 1806 (nel 1822 divenne Gran Cancelliere dell'Ordine)
- Cavaliere di Gran Croce della Legion d'onore 13 marzo 1806
- Cavaliere di Gran Croce dell'Ordine al merito della corona bavarese 25 giugno 1813
- Cavaliere di Gran Croce dell'Ordine Imperiale di Leopoldo 9 novembre 1813
- Cavaliere dell'Ordine di Aleksandr Nevskij 9 novembre 1813
- Cavaliere di III Classe dell'Ordine di San Giorgio 9 novembre 1813
- Cavaliere dell'Ordine dell'Aquila Nera 27 febbraio 1814
- Ordine di Sant'Anna (Russia) 16 luglio 1814
- Cavaliere di Gran Croce dell'Ordine di Filippo il Magnanimo
- Cavaliere di Gran Croce dell'Ordine del Bagno (27 luglio 1815)
- Cavaliere di Gran Croce dell'Ordine militare di Guglielmo (27 luglio 1815)
- Ordine di Sant'Andrea (1826)